# 宮崎航空機製作所
宮崎航空機製作所（日本語：みやざきこうくうきせいさくしょ）是在第二次世界大戰中以日本為據點的飛行器部件製造公司，同時也是宮崎航空興学(又稱:宮崎航空工業株式会社)的子公司

## 解說
工廠設立在栃木県鹿沼，
主要負責製造零式艦載機的方向舵等等的相關零件
在戰爭當中遷移至栃木県的宇都宮。
但是在不久之後的1945年7月12號，宇都宮便受到了空襲，
全市區有43.7%的地方被徹底摧毀。
經營者是身為動畫製作公司吉卜力工作室的共同創辦人宮崎駿的父親宮崎勝次（1915年 - 1993年3月18日）
原本宮崎航空工業的社長是宮崎駿的叔父，
即:宮崎富次郎（又稱:宮崎芳太郎）負責擔任，
但是由於宮崎富次郎身體狀況欠佳等原因，因此委託宮崎勝次負責實質經營